# برونو گراماگلیا
برونو گراماگلیا (انگلیسی: Bruno Gramaglia؛ ۲۳ آوریل ۱۹۱۹ – ۲ نوامبر ۲۰۰۵) بازیکن فوتبال اهل ایتالیا بود.
از باشگاه‌هایی که در آن بازی کرده‌است می‌توان به باشگاه فوتبال جنوآ، باشگاه فوتبال سمپدوریا، باشگاه فوتبال اسپتزیا، و باشگاه فوتبال ناپولی اشاره کرد.